# Chalcosyrphus nepalensis
Chalcosyrphus nepalensis är en tvåvingeart som beskrevs av Heikki Hippa 1978. Chalcosyrphus nepalensis ingår i släktet mulmblomflugor, och familjen blomflugor.
Artens utbredningsområde är Nepal. Inga underarter finns listade i Catalogue of Life.